# Sérgio Miranda
Sérgio Miranda de Matos Brito (Belém do Pará, 23 de novembro de 1947 — Brasília, 26 de novembro de 2012) foi um político brasileiro, filiado ao Partido Democrático Trabalhista.
Sérgio Miranda foi professor e deputado federal por Minas Gerais por quatro mandatos, entre 1993 e 2006, e chegou a ser indicado como um dos mais influentes da Câmara dos Deputados pelo Departamento Intersindical de Assessoria Parlamentar (DIAP) por diversos anos. Foi também vereador em Belo Horizonte entre 1988 e 1992. Assumiu como deputado após renúncia de Célio de Castro (PSB), que tornou-se vice-prefeito da capital.
Já assumiu a presidência da sigla do Partido Democrático Trabalhista (PDT) em Belo Horizonte e presidente da Fundação Leonel Brizola Alberto Pasqualini. Militante comunista, foi expulso do curso de Matemática na Universidade Federal do Ceará (UFC) em 1969, devido decreto-lei 477 do governo militar. Foi filiado ao Partido Comunista Brasileiro de Partido Comunista do Brasil, até se desligar em setembro de 2005.
Como deputado federal atuou na CPI das Fraudes do INSS, na investigação do assassinato dos fiscais do Ministério do Trabalho, além de ter participado da missão oficial à China em 2000. Trabalhou principalmente nas áreas orçamentária, previdência, direitos sociais e trabalhistas, tendo também defendido o uso e implantação do Software Livre no governo e escolas. Como vereador, foi autor da lei da meia-entrada para estudantes em Belo Horizonte.
Uma semana antes de falecer, recebeu a Medalha do Mérito Legislativo pela Câmara dos Deputados. Sua morte foi devido a um câncer de pâncreas, diagnosticado no início do ano de sua morte, o qual não estava cedendo ao tratamento feito com quimioterapia.